# Bistum León en Nicaragua
Das Bistum León en Nicaragua (lateinisch Dioecesis Leonensis in Nicaragua, spanisch Diócesis de Leon en Nicaragua) ist ein in Nicaragua gelegenes römisch-katholisches Bistum mit Sitz in León. Es umfasst die zwei Departamentos León und Chinandega.

## Geschichte
Mit der Apostolischen Konstitution Equum reputamus gründete Papst Clemens VII. das Bistum León en Nicaragua am 3. November 1534 aus Gebietsabtretungen des Erzbistums Santo Domingo, dem es als Suffraganbistum unterstellt wurde.
Es wurde am 11. Februar 1547 Teil der Kirchenprovinz Lima und blieb es bis zum 16. Dezember 1743, als es Teil der Kirchenprovinz Guatemala wurde. Am 28. Februar 1850 gab es einen Teil des Territoriums an das Bistum San José de Costa Rica ab.
Am 2. Dezember 1913 verlor es einen Teil des Territoriums an das Bistum Granada, das Apostolische Vikariat Bluefields und an das Erzbistum Managua, dem es als Suffraganbistum unterstellt wurde. Einen weiteren Teil des Territoriums verlor es am 17. Dezember 1962 an das Bistum Estelí.

## Weblinks

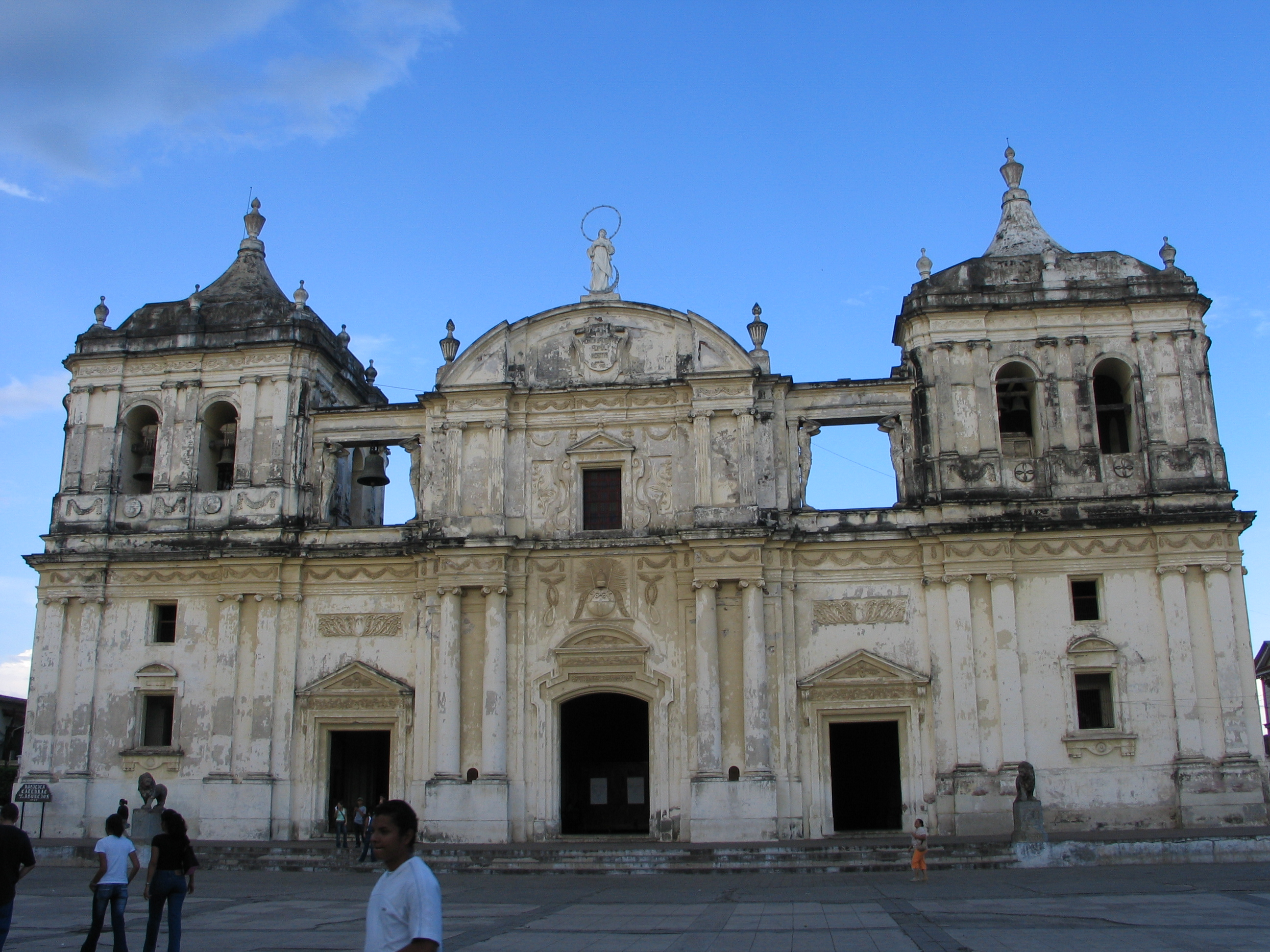
Catedral de Santa María de Gracia in León